# Мусиевский сельский совет (Меловский район)
Мусиевский сельский совет (укр. Мусіївська сільська рада) — входит в состав
Меловского района
Луганской области
Украины.

## Населённые пункты совета
- с. Кирносово
- с. Мусиевка

## Адрес сельсовета
92533, Луганська обл, Міловський р-н, с. Мусіївка, вул. Радянська, 42; тел. 9-43-89  (укр.)